# Gabriel-François Coyer
Gabriel-François Coyer (ur. 18 listopada 1707 w Baume-les-Dames, zm. 18 lipca 1782 w Paryżu) – duchowny francuski, pisarz, członek zagraniczny Akademii Stanisława w Nancy od 1763 roku.

## Życiorys
Pochodził z ubogiej rodziny, kształcił się u jezuitów, przyjął święcenia kapłańskie, w latach 1728-1736 był członkiem Towarzystwa Jezusowego. Od  1738 r. był nauczycielem księcia de Turenne.
Od 1748 r. publikował broszury i rozprawy w: Hadze, Londynie i Paryżu, dotyczące spraw społecznych i politycznych. Wskazywał w nich na konieczność walki z ubóstwem i zapewnienie przez państwo bezpieczeństwa materialnego dla swych obywateli. Postulował możliwość nadawania szlachectwa również kupcom. Przetłumaczył komentarze do angielskiego kodeksu karnego Williama Blackstona, co miało wpływ na francuskie prawodawstwo.
Podejmował również tematy historyczne. Jednym z jego najważniejszych dzieł była Historia Jana Sobieskiego, króla polskiego, wydana w 1761 r. w Paryżu. Pisał ją w oparciu o bardzo bogate źródła, zgromadzone przez Józefa Załuskiego, biskupa kijowskiego. W XVIII stuleciu była ona uważana za jedną z najcenniejszych pozycji dotyczących historii Polski schyłku XVII wieku.  Dzieło to, przetłumaczone przez Wizytę Mrozowicką, starościankę stęgwilską, zostało wydane przez Teofila Glucksberga w 1852 r. w Wilnie.
Był członkiem Académie de Stanislas i Royal Society w Paryżu.

## Twórczość
- La Magie démontrée, Paryż 1748.

- La Noblesse commerçante, Londyn 1756.

- L’histoire de Jean Sobieski, t. 1-3, Paryż 1761.

- Chinki, histoire cochinchinoise, qui peut servir à d’autres pays, Londyn 1768.

- Nouvelles observations sur l’Angleterre, Paryż 1779.